# Bantariella bocki
Bantariella bocki är en mossdjursart som först beskrevs av Silén 1942.  Bantariella bocki ingår i släktet Bantariella och familjen Mimosellidae. Inga underarter finns listade i Catalogue of Life.